# Chrysogorgia constricta
Chrysogorgia constricta is een zachte koraalsoort uit de familie Chrysogorgiidae. De koraalsoort komt uit het geslacht Chrysogorgia. Chrysogorgia constricta werd in 1899 voor het eerst wetenschappelijk beschreven door Hiles.